# Far-eastern blot
 (février 2024).
Le far-eastern blot est une technique de biologie moléculaire par transfert de molécules développée par T. Taki en 1994
, pour analyser les lipides puis adaptée à d'autres molécules (métabolites, hormones, médicaments, etc.)

## Principe

Principe des techniques de transfert de molécules.
Dans un far-eastern blot, l'électrophorèse est remplacée par une chromatographie sur couche mince.

Cette technique se déroule en 3 étapes : la séparation des molécules à analyser, le transfert sur une membrane de PVDF puis la détection de ces molécules. Contrairement aux autres techniques de transfert qui utilisent préférentiellement l'électrophorèse comme méthode de séparation, le far-eastern blot utilise la chromatographie sur couche mince haute-performance, compatible avec les molécules hydrophobes ou  non-ioniques. Après le transfert sur une membrane, plusieurs méthodes de détection peuvent être utilisées :
- des tests  de liaison de ligands : on incube la membrane avec molécules marquées susceptibles d'interagir avec les molécules à analyser. On peut étudier ainsi l'interaction des lipides d'une membrane cellulaire avec différents types de ligands (anticorps, lectines, bactéries, virus, toxines, etc.) ou l'action d'enzymes sur une membrane cellulaire.
- l'identification directe par spectrométrie de masse[3], qui peut apporter des informations sur la structure des molécules à analyser.

Il est également possible d'utiliser cette technique sans séparation (technique du dot blot).